# 李黼 (明朝)
李黼（1475年—1525年），字成章，號臯東，山西武鄉縣人，明朝政治人物。

## 生平
正德二年（1507年）举人，六年登辛未科礼部会试，因母亲高氏去世未殿试，九年（1514年）甲戌科进士，户部观政，督饷雁门，十年秋授山東萊陽縣知縣，不久掛冠歸鄉。

## 家族
祖父李敏，官威县知县。父李鸞，生七子，长子李黼。